# Ramón Gotarredona Prats
Ramón Gotarredona Prats (Ibiza, 1898-Palma de Mallorca, 1968) fue un militar español.

## Biografía
Nacido en Ibiza en 1898, ingresó en la Academia de Infantería de Toledo en 1913. Se licenció con el rango de teniente, ocupando diversos destinos en la península y el norte de África. Llegó a participar en la guerra de Marruecos. En 1936, al estallido de la Guerra civil, se unió a las fuerzas sublevadas. En noviembre de 1937 fue nombrado jefe de Estado Mayor de la 1.ª División de Navarra, con la que participó en las batallas de Teruel, Aragón y Levante.
Durante la Dictadura franquista continuó su carrera militar, desempeñando diversos puestos. Considerado una persona de carácter estricto y tendencias germanófilas, durante su etapa como comandante general de Melilla adquirió fama por sus obsesiones y por su vehemencia verbal en el trato a sus subordinados. En 1961 fue nombrado Capitán general de Canarias, asumiendo el mando de todas las fuerzas de tierra, mar y aire del archipiélago. Alcanzó el rango de teniente general.
En 1962 fue nombrado Jefe de Estado Mayor del Ejército de Tierra, a las órdenes del ministro del Ejército. En este periodo mantuvo numerosos conflictos en el ministerio a causa de su vehemencia verbal. En 1963 sería sustituido por el general Rafael Cavanillas Prosper. Durante algún tiempo también llegó a dirigir la revista Ejército.
Falleció en el hospital militar de Palma de Mallorca el 14 de octubre de 1968.